# 硫氰酸锂
硫氰酸锂是一种无机化合物，化学式为LiSCN。它的水合物可由氢氧化锂一水合物和硫氰酸铵固体加热反应制得，水合物溶解在乙醚中后加入石油醚，可以沉淀出LiSCN·(C2H5)2O，它在真空中处理，可以得到无水LiSCN。它和硫氰酸钾加热反应，可以得到LiK2[SCN]3。它和四氢呋喃（THF）可以形成两种溶剂合物LiSCN·THF和LiSCN·2THF。